# Marco Zoppo

Marco di Antonio di Ruggero, dit Marco Zoppo ou il Zoppo, Marco Zoppo da Bologna, Zoppo di Squarcione (né en 1433 à Cento et mort le 19 février 1478 à Venise) est un peintre  et enlumineur italien de l'école bolonaise.

## Biographie

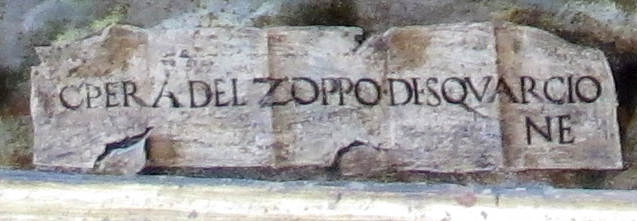
Signature

Marco Zoppo commence son apprentissage avec Lippo Dalmasio puis avec celui qui l'a adopté, Francesco Squarcione, chez qui il est  apprenti jusqu'en 1455. Il signe ainsi certains tableaux en tant que Zoppo di Squarcione.
Entre 1455 et 1473, il est à Venise puis il exécute quelques travaux à Bologne, dont un triptyque au Collegio di Spagna. Contemporain et ami de Andrea Mantegna, il peint plusieurs Vierge à l'Enfant avec saints à Bologne. Francesco Francia a été un de ses élèves. Il meurt à Venise où il était parti travailler avec Squarcione.

## Œuvres
- La Vierge et l'Enfant entourées de huit anges, 1455, bois, 89 × 73 cm, Musée du Louvre, Paris
- La Résurrection, MET, New York
- Vierge à l'Enfant, National Gallery of Art, Washington D.C.)
- Saint Pierre, National Gallery of Art, Washington
- Vierge à l'Enfant, National Gallery of Art, Washington
- Saint Augustin, National Gallery, Londres
- Le Christ mort soutenu par deux saints, National Gallery, Londres
- Le Christ mort soutenu par deux anges et saint Jacques, British Museum, Londres
- La Vierge et l'Enfant avec deux angelots, British Museum, Londres
- Déposition du Christ soutenu par un ange, église S. Giovanni Battista, Pesaro
- Saint Jérôme dans le désert, musée Thyssen-Bornemisza, Madrid
- Manuscrit d'œuvres de Virgile, Bibliothèque nationale de France, Latin 11309[3]

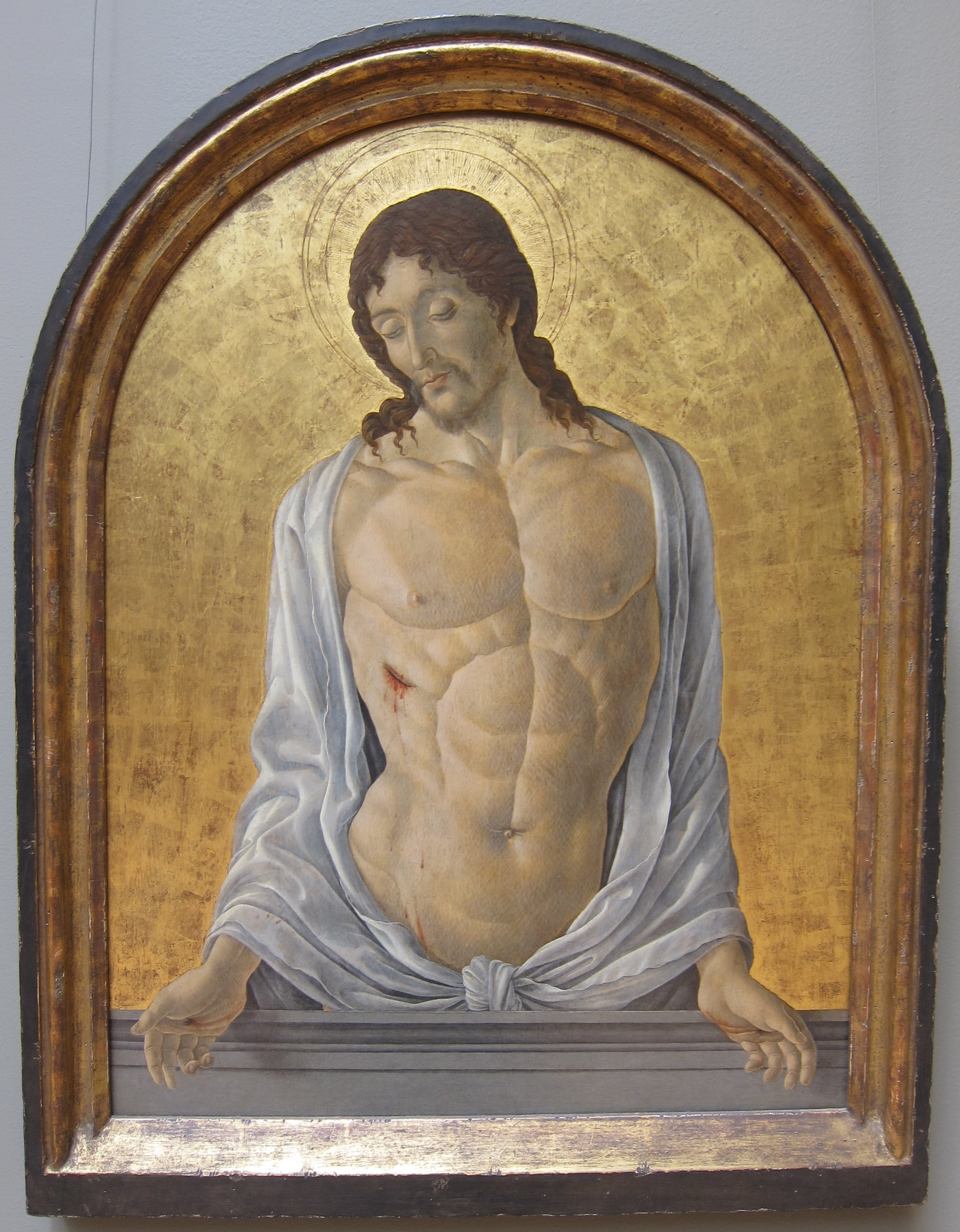
Christ, peinture sur bois
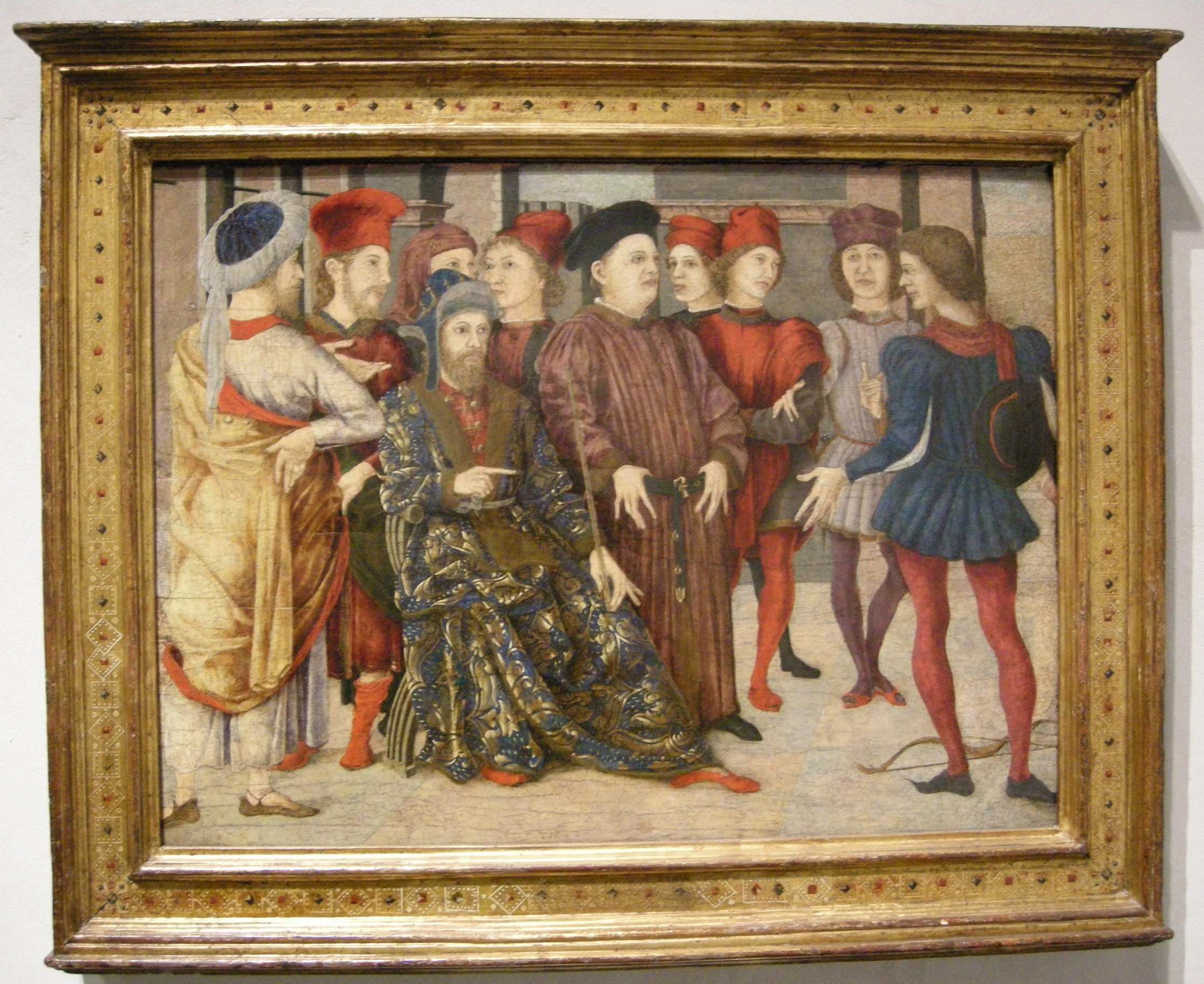
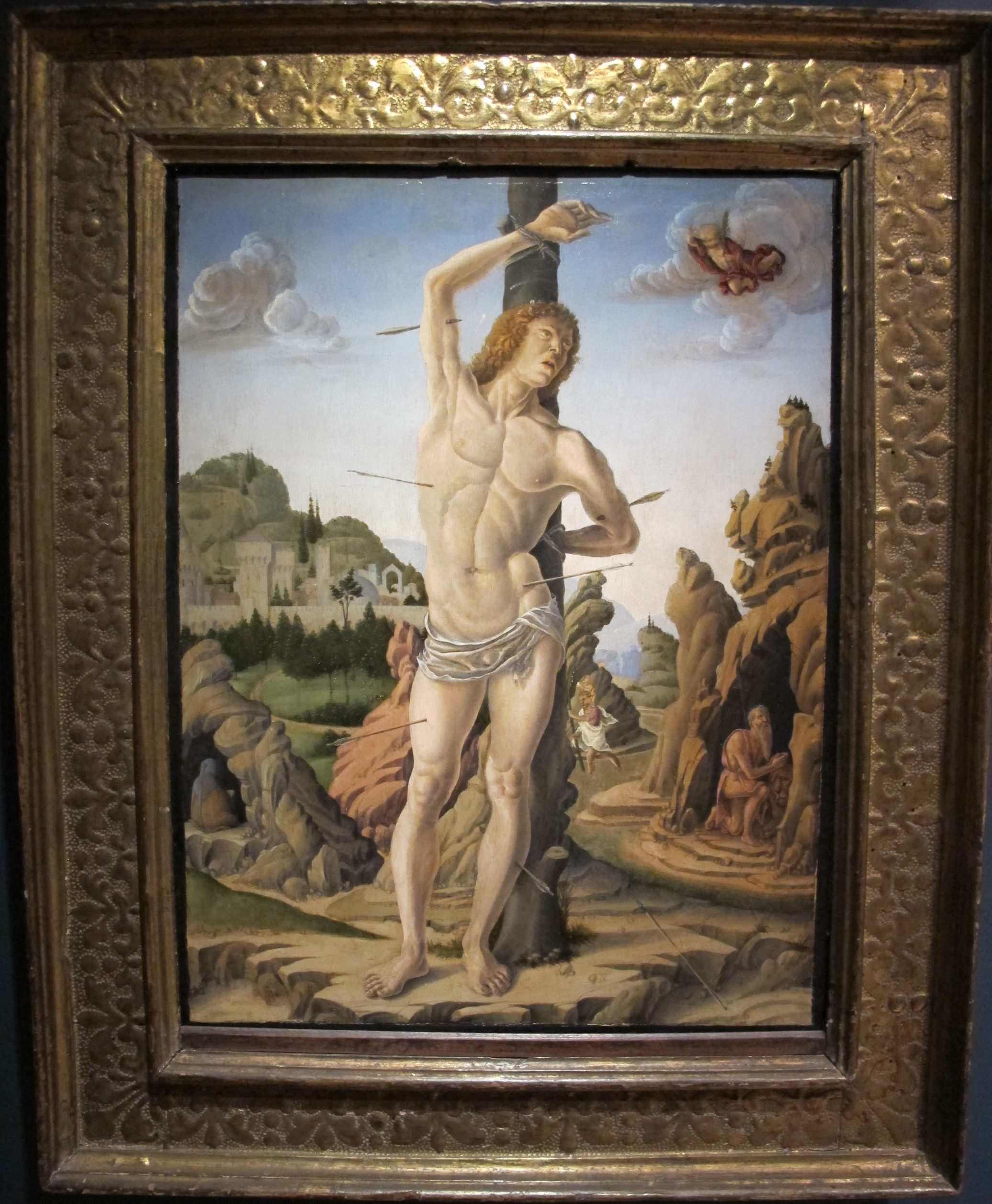
Saint Sébastien, vers 1475
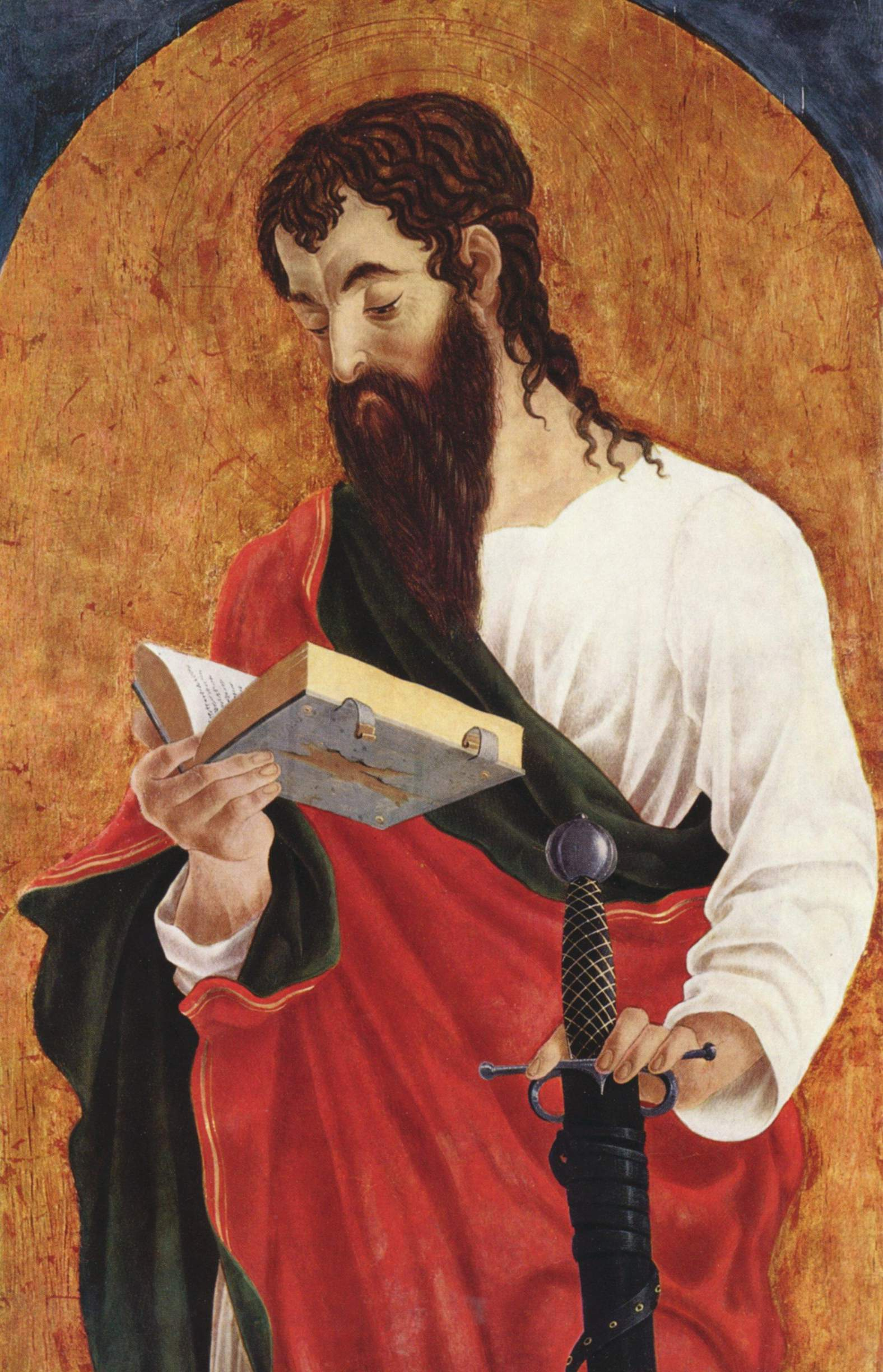
Image d'un saint

## Sources de la traduction
- (it) Cet article est partiellement ou en totalité issu de l’article de Wikipédia en italien intitulé « Marco Zoppo » (voir la liste des auteurs).

- (en) Cet article est partiellement ou en totalité issu de l’article de Wikipédia en anglais intitulé « Marco Zoppo » (voir la liste des auteurs).